# ديمة بشار
ديمة بشار (10 أكتوبر 2000 - ) هي منشدة فلسطينية انضمت إلى مجموعة طيور الجنة في نهاية سنة 2008، وقدمت العديد من الأناشيد التي حققت نسب مشاهدة مرتفعة. هي الأخت الصغرى للمنشد محمد بشار، وشاركت في تقديم بعض البرامج على قناة طيور الجنة مثل "أشكال ألوان"، "كنز"، "كامبينج"، و"عالهوا سوا". في ديسمبر 2013، غادرت هي وأخوها محمد بشار قناة طيور الجنة وانضمت إلى قناة نون الفضائية، حيث شاركت في برنامج "هوا نون". كما فازت بمسابقة أنشاد كيدز محبوبة الأطفال في نسخته الأولى.

## أناشيدها على قناة (طيور الجنة الفضائية)
منفردة
- كنت قاعدة.
- تعي نحسب
- ديمة الاولى.
- سنة ورا سنة.
- رمضاني غير.
- غير باقي الايام.
- نادى المؤدن.
- فتحي يا وردة.
- حلوة البسمة.
- بين المزح وبين الجد.
- يما مويل الهوى.
- وين منلاقي .
- سعودية حيها.
- مين أدك.
- نجاح فادية.
- مبروك.
- دفتر الذكرى.
- كيف الحال.
- ديمة احنا بنحبك.
- احلى سهرة.
- البنت وإمها
- مين ادك.
- رمضان الحبيب.
- للعشرة.
- مش مسموح الزعل اليوم.
- الصدقة.
- تسحرني.
- لبيك رسول الله.

مع المعتصم بالله مقداد وأخيه الوليد مقداد
- يا بلادي يا عيني.

مع أخيها محمد بشار
- وردتنا.
- لما نستشهد.
- عالشط يلا.
- يسلمو يا دكتور.
- يا ريت كل السنة رمضان.
- فكر يا محمد.
- الجنة.
- شاغل بالك.
- عالمايا
- العافية.
- على عيني.

مع نجوم طيور الجنة
- طيور الجنة يا عالمنا
- كويت الكل.
- غزة هينا جينا.
- وانتصرت غزة.
- كويتنا حلوة .
- يلا حفلة.

## أناشيدها على قناة (نون الفضائية)
منفردة:
- حلوين.
- مكارم الاخلاق.
- أين المفر .
- في ليلة الإسراء.
- طاقة حياتي.
- الله على الصحبة
- کن بسمة

مع أخيها محمد بشار:
- رمضان يوحدنا.

مع فرقة قناة نون الفضائية:
- إحنا جينا.
- تونس يا بلدي الابية.
- العيد.

مع لين الصعيدي:
- السعودية.